# 二重影
『二重影』（にじゅうえい）は、2000年にケロQから発売された18禁アドベンチャーゲームである。2002年にはプリンセスソフトよりプレイステーション版（タイトルは『SHADOW AND SHADOW』）やドリームキャスト版も発売されている。

## ストーリー
寛永17年。その風貌ゆえに人々から忌み嫌われる剣士、二つ影双厳。双厳は、人が必ず双子で生まれ、そして何百年に一度の例外を除いて一方が間引かれるという呪われた風習を持つ、淡炎島にやってきた。決まってイル・スイと名づけられる、例外として双子のまま残される姉妹の謎、そして双厳自身の2つの影とは何なのか。影がふたつになる呪詛を受けた主人公が、呪いの謎を解こうと行動を開始することから物語は始まる。

## 登場人物
二つ影双厳
主人公である剣士。二つの影を持つという呪い故忌み嫌われ、多くの勢力から命を狙われており、これまで多数の人間を斬り殺してきた。なお、二つ影の呪いを受ける前の経歴は明かされておらず、二つ影双厳という名前も通称であって、本名ではない。
イル
声 - 友永朱音
淡島で太陽の巫女を務める少女。知的な雰囲気を持つ。
スイ
声 - 友永朱音
イルの双子の妹で、無邪気な性格をしている。
桔梗（ききょう）
声 - ダイナマイト亜美
イルとスイの護衛を務める少女。真面目で使命感が強い性格をしており、当初は双子に近づく双厳を威嚇していたが、岩の封印が解かれるにつれ考えを改める。
命（みこと）
声 - 藤咲かおり
双厳を兄の仇として追いかける少女。彼女自身は剣士ではないものの、あらゆる飛び道具の入った大筒を得物とする。真面目だが、猪突猛進なところがある。
楓玲（ふうれい）
声 - カンザキカナリ
阿波路家の用心棒で、一対の筆架叉のような武器を操る。武器は合体させて使うこともでき、彼女はこの形態を「楓玲グラップル」と呼んでいる。
茶目っ気な性格だが、貧しい出自について悩みを抱いている。
紗枝（さえ）
声 - 成瀬未亜
阿波路家に仕える使用人で、島を出たことがない。よそ者である双厳に思いを寄せる。
香淡
声 - 成瀬未亜
淡炎島の住民である少女。胸の病を患う父のために薬草を採りに来ていたところ、双厳と出会う。
志乃
声 - 大石ともみ
阿波路家の現当主で、双子たちの母親。亡き夫の代わりに当主を務めている。
舞（まい）
声 - 幡宮かのこ
琉球の夜行人の武術を基にした武術を操る女性で、暗器の仕込まれた大きな袖の付いた着物を着ている。表向きは柳生一族に仕えているが、実際は柳生一族の監視者である。
北条 主税（ちから）
声 - 岩城由奈
柳生一族に仕える剣士で、双厳の監視役として淡炎島に来ている。
彩（あや）
声 - 長崎みなみ
柳生一族に仕える女性で、阿波路家への雇われ用心棒として淡炎島に来る。
風喜
声 - 長崎みなみ

幽香
声 - 富山あかり

桂華
声 - 富山あかり

無影
双厳と因縁のある剣士で、その名の通り影がない。また、身体は実体を持たないため、物理的な攻撃をものともしない。
村正を得物とし、真田陰流を操り、異形の者たちを従えて世界を破滅させんとするために暗躍する。
柳生十兵衛
柳生但馬守宗矩の嫡子だが、本家を継いでいるわけではない。本作では隠密として諸国を回り、無影の野望を阻止するために淡炎島を訪れた。

## 二重箱
『二重箱』（にじゅうばこ）は、2001年11月30日に発売された二重影のファンディスク。収録内容は以下の通り。
- 新規書き下ろし外伝2本
  - 「イルとスイの日常」
  - 「砦に帰す」
- 「ケロQクイズ」（本編女性キャラ陣との脱衣クイズ勝負）
- 二重影通常CGビュアー（本編では通常CGはCGモードで閲覧できなかった）
- 壁紙・スクリーンセーバー・おまけCG

初回版のみ『二重影』のRemixアルバムCDを同梱。なお、女性キャラのみフルボイスとなっている（PS/DC版と同じキャスト）。

## 評価
ライター・歐陽宇亮は、IGNに寄せたコラムの中で、本作について、「衒学趣味で満ちており、人生や物事に対する別の見方を提供してくれた作品」と評し、猟奇的な場面と男色の描写（特に北条主税と双厳が同衾する場面）が印象に残ったと述べている。